# Andre Gambucci
Andre Peter Gambucci (* 12. November 1928 in Eveleth, Minnesota; † 24. September 2016) war ein US-amerikanischer Eishockeyspieler und -schiedsrichter.

## Karriere
Andre Gambucci besuchte das Colorado College, für das er parallel zu seinem Studium Eishockey und American Football spielte. Nach seiner aktiven Karriere war er als Schiedsrichter in der Western Collegiate Hockey Association tätig. Hauptberuflich war er im Versicherungsgeschäft aktiv. 

### International
Für die USA nahm Gambucci an den Olympischen Winterspielen 1952 in Oslo teil, bei denen er mit seiner Mannschaft die Silbermedaille gewann. 

## Erfolge und Auszeichnungen
- 1952 Silbermedaille bei den Olympischen Winterspielen